# Mommu
Emperador Monmu (文武天皇, Monmu Tennō) (683 – 707) va ser el 12è emperador del Japó en aparèixer a la llista tradicional d'emperadors. Va ser net de l'emperador Tenmu i l'emperadriu Jitō. Quan el seu pare, el Príncep de la Corona Kusakabe va morir, només tenia sis anys. Va arribar al tron el 697 i va regnar fins a la seva mort per malaltia el 707, va ser succeït per la seva mare l'emperadriu Genmei. Va tenir un fill amb Fujiwara no Miyako, una filla de Fujiwara no Fuhito; i es va dir Obito no miko (Príncep Obito), i que eventualment es va convertir en l'emperador Shōmu.